# Rah! Rah! Rah! (film 1916)
Rah! Rah! Rah! è un cortometraggio muto del 1916 diretto da Lawrence Semon (Larry Semon).

## Produzione
Il film fu prodotto dalla Vitagraph Company of America.

## Distribuzione
Distribuito dalla General Film Company, il film - un cortometraggio in una bobina - uscì nelle sale cinematografiche statunitensi l'11 dicembre 1916. Ne venne fatta una riedizione che fu distribuita in sala il 24 maggio 1920.